# ヴィトー・コルレオーネ
ヴィトー・アンドリーニ・コルレオーネ（Vito Andolini Corleone）は、マリオ・プーゾの小説『ゴッドファーザー』、及びフランシス・フォード・コッポラの映画「ゴッドファーザー3部作」に登場する架空の人物である。『ゴッドファーザー』ではマーロン・ブランドが、『ゴッドファーザー PART II』ではロバート・デ・ニーロが演じた。
『プレミア・マガジン』は、ヴィトー・コルレオーネが映画史上もっとも偉大なキャラクターであるとしている。『エンパイア・マガジン』では、10番目に偉大な映画のキャラクターに選ばれた。また、アメリカン・フィルム・インスティチュート（AFI）が「AFIアメリカ映画100年シリーズ」の一環として選出した「アメリカ映画の名セリフベスト100」では、彼のセリフ「"I'm going to make him an offer he can't refuse"（文句は言わさん）」は2位にランク入りしている。

## キャラクターの概要
プーゾの小説では、ヴィトー・コルレオーネはニューヨーク最強のマフィア、コルレオーネ・ファミリーのリーダーである。彼はマンハッタンのロウアー・イースト・サイド・ヘルズ・キッチンに移住してきた野心的なシチリア人として描かれ、マフィア帝国を築き人々から尊敬されている。
小説のラストで彼は死に、末息子のマイケルが後を継いでコルレオーネ・ファミリーのドンになった。ヴィトーには他にも2人息子と1人の娘がおり、名前はサンティノ（“ソニー”）、フレデリコ（“フレド”または“フレディ”）、コンスタンツァ（“コニー”）で、全員が物語上大きな役割を持つ。また、正式ではないがソニーの友人トム・ヘイゲンを養子にし、彼は後にファミリーの「コンシリエーレ」（相談役）になった。

## 小説において

### 背景
ヴィトーの生い立ちは小説と『ゴッドファーザー PART II』で描かれている。これらの作品によるとヴィトーはシチリアの小さな村コルレオーネで生まれたことになっている。『ゴッドファーザー PART II』では1891年12月生まれと説明されている。ヴィトーの父アントニオ・アンドリーニは地元マフィアのボス・ドン・チッチオに敬意を払うことを拒否して殺された。
ヴィトーの兄パオロは復讐を誓ったが、彼もまた殺された。チッチオの部下がヴィトーの家にやってくる。ヴィトーの母は自分で彼をチッチオのところまで連れて行き、ヴィトーの命乞いをした。しかしチッチオは彼が大人になったら必ず復讐に来ると言って拒否した。拒否された母親はチッチオにナイフを突きつけてヴィトーが逃げる時間稼ぎをし、彼女も殺された。
その夜遅く、ヴィトーはシチリアからアメリカへ行く移民で満たされた貨物船に乗った。映画では、エリス島の職員が“アンドリーニ”が彼のミドルネームだと勘違いして“ヴィトー・コルレオーネ”という名前にしてしまう。小説では、故郷との絆を残すために彼自身が改名した。
その後ヴィトーはロウアー・イースト・サイドのリトル・イタリーにあるアッバンダンド食料品店で雇われ、主人の息子ジェンコと兄弟のようになる。ヴィトーは9番街にあるこの店でまっとうな生活を始めた。しかしブラック・ハンドで地元の元締めドン・ファヌッチが現れ、彼の甥をこの食料品店で働かせることを要求した。ヴィトーは仕事を辞めざるを得なかった（この時、小説ではジェンコの父親を怒鳴りつけて去っているが、映画では心境を理解し責めることもなく、謝罪の品も断っている）。
彼はすぐに、生きるために軽犯罪と実行力を引き換えに忠誠心を得られることを学んだ。このとき、彼は新たにピーター・クレメンザとサルヴァトーレ・テッシオという2人の友人を得る。1920年、ヴィトーはファヌッチを殺すことではじめて殺人を経験する。ファヌッチはヴィトー、クレメンザ、テッシオが盗んだ金を「場所代」として渡さないと、警察に通報すると3人を脅していた。ヴィトーは祭りの日にファヌッチがアパートに向かうところを屋根伝いに追跡し彼が到着してすぐに射殺したのだった。ヴィトーは祭りの喧騒とタオルを巻きつけた銃で音を消し、3発でファヌッチを仕留めた。ヴィトーはその後近所でファヌッチよりはるかに尊敬される存在になった。
ヴィトーは、友人の名前ジェンコにちなんだオリーブ・オイル輸入会社、ジェンコ・プラ（映画では単にジェンコ・オリーブ・オイルという名前）を創業した。長年にわたって彼はこの会社を組織犯罪を隠すのに使った。ジェンコ・プラは会社としての実績も得てやがては国内最大級のオリーブ・オイル輸入会社になる。ジェンコ・プラの利益と、不法行為によってヴィトーは強力な資産家に成長する。1925年、ヴィトーは子供のころに出て以来初めてシチリアに帰った。彼と仲間であるドン・トマシーノはドン・チッチオと会合のセッティングをする。そしてヴィトーはチッチオの腹を切り裂き、家族の復讐を果たす。
1930年代初頭、ヴィトーはコルレオーネ・ファミリーを指揮し、アッバンダンドが「コンシリエーレ」（相談役）になった。そしてクレメンザとテッシオは「カポレジーム」（幹部）に任命される。はじめは比較的小さかったものの、やがては強大な組織になる。後にヴィトーの長男サンティーノ（愛称“ソニー”）も「カポ」になり、さらにはアンダーボスになる。1939年、ヴィトーは組織の拠点をロングアイランドのロングビーチに移す。彼は賭博、酒の密売、組合を主な商売にした。ヴィトーは友人やファミリーに、忠誠と道徳に厳格かつ寛大な男として知られていた。それと同時に立場に見合った尊敬を求める伝統保守主義者でもあった。小説でも映画でも、3人の友人（アッバンダンド、クレメンザ、テッシオ）は決して彼を“ヴィトー”とは呼ばず、代わりに“ゴッドファーザー”や“ドン・コルレオーネ”と呼んでいる。小説と映画の冒頭においてヴィトーは、娘が性的暴行を受けた葬儀屋アメリゴ・ボナッセラが、始めから彼のところへ行かずに警察へ行ったことを非難した。
ヴィトーは自尊心を持ち冷静ではあるが暴力で物事を解決することも厭わなかった。彼の名付け子で、歌手のジョニー・フォンテーンがバンドリーダーとの契約を解消するとき、ヴィトーはバンドリーダーに死ぬか契約を解消するかを迫った。さらに映画界の権力者ジャック・ウォルツがジョニーに大役を与える事を拒んだとき、ウォルツが大切にしていた馬を殺して首を彼のベッドに置かせた。

### メイン・キャラクターとして
小説が始まってすぐ（1945年の設定）、ヴィトーは辛うじて暗殺者の手から逃れた。それはヴァージル・ソロッツォとの麻薬取引を断ったためだった。ヴィトーは麻薬は汚い商売であり、取引に応じれば友人の政治家たちも離れていくと考えていた。ソロッツォとの会合の際、ソニーは誤って取引に興味があることを示してしまう。ヴィトーは会合の後に他人に意見の対立を知られてはいけないと注意した。ヴィトーが外に出かける時、ポーリー・ガットー（クレメンザの下のソルジャー）がボディガードを務めるはずであったが彼は病欠し、代わりに次男のフレドが車を運転した。用が済んで家に帰る前に店で果物を買っていた。そこにソロッツォの刺客が現れ銃を取り出すとヴィトーはキャデラックまで走りだした。だが車に戻る前に5発撃たれて倒れた。
ソロッツォはドンが生き延びていることを知って2週間後に再び殺害を試みた。マーク・マクルスキー（ソロッツォに金をもらっている警察官）がドンの護衛を皆刑務所に入れた。そして入院中のドンを無防備な状態にする。しかしヴィトーの末息子マイケルが暗殺実行前に見舞いに来た。マイケルは父親の危険を認識し看護婦の手を借りて部屋を移し替えると病院の外に立って護衛のふりをした。
ヴィトーは怪我で3か月間動けなかった。この間にソニーがファミリーを取り仕切っていた。ソニーは病欠していたガットーがソロッツォから金をもらっていたことを知ると殺しの命令を下した。また彼はライバルであるタッタリア・ファミリーがヴィトー直属の殺し屋ルカ・ブラージを殺したことを知る。タッタリアが話し合いを拒否するとソニーはテッシオの部下に、タッタリア・ファミリーのアンダーボス・ブルーノ・タッタリアを殺すよう命令した。マイケルはソニーを、自分がソロッツォとマクルスキーを殺して仇を取ると説得した。ソニーはそれまでマイケルがマフィア・ビジネスへの関与を意図的に拒否してきたことを指摘した。彼はまた、ソロッツォのボディガードであるマクルスキーが警察官であることも言った。だがマイケルは2人を殺害しシチリアに逃れるとドン・トマシーノに匿われた。
1年後、ソニーは妹のコニーが夫カルロ・リッジから暴力を受けていることを知り家を飛び出すがそのときに数人の集団に暗殺された。ヴィトーはファミリーのリーダーに戻り、再び部下を指揮し始めた。
ソニーの葬式が済むとヴィトーはトム・ヘイゲンにエミリオ・バルジーニと連絡を取るように言った。バルジーニは国内で2番目に力を持つファミリーのボスだった。連絡の目的は、アメリカの犯罪組織のリーダーたちと会合を開くことだった。会合においてヴィトーは息子と復讐は一切忘れる事を宣言し、しぶしぶ麻薬商売にも同意した。その上で彼は、シチリアに“個人的な理由”で滞在しているマイケルを安全に帰らせたいと話した。ヴィトーはもしマイケルに何かあればその場にいるドンたちを疑い、必ず復讐すると言った。会合の後、ヴィトーはバルジーニが他のファミリーを利用してコルレオーネを潰そうとしていると確信する。
マイケルがシチリアから帰るとヴィトーは家業のやり方を教えたが、これは本来ヴィトーが末息子には望んでいないことだった。マイケルが長年の恋人ケイ・アダムスと結婚するとヴィトーは半ば引退する。マイケルはファミリーの首領になり、ヴィトーが「コンシリエーレ」を務めた。ヴィトーは犯罪からファミリーを解き放とうとするマイケルを手伝った。なお、脚本の初期段階ではそれがヴィトーの計画であったことが示唆されている。マイケルはヘイゲンをラスベガスに派遣してファミリーの弁護士として働かせ、ヴィトーの死後ファミリーがここで活動する基礎を築いた。クレメンザとテッシオはファミリーからの独立とラスベガス移行後にニューヨークで自分のファミリーを持つことを要求した。マイケルのボディガード・アル・ネリとロッコ・ランポーネが後に「カポレジーム」になる。
小説のラストで、ヴィトーは庭で孫のアンソニーと遊んでいるときに心筋梗塞で死亡する。小説での彼の最後の言葉は「人生はこんなにも美しい」（"Life is so beautiful"）だった。ヴィトーの死は他のドンたちにとって重大な事件だった。ニューヨークの「カポ」・「コンシリエーレ」たちが参列した。
死の数日前、ヴィトーはマイケルに、バルジーニが会合を持ちかけその場で彼を殺すだろうと警告した。バルジーニが仲介役にコルレオーネ・ファミリーの信頼できる人物を使用するだろうと言った。そしてその人物はファミリーを裏切った者であると言う。ヴィトーの葬式のときテッシオがマイケルに、バルジーニと会合の話を持ちかけた。場所はブルックリンのテッシオのシマだった。彼はマイケルの安全を保障した。マイケルはテッシオが裏切り者であると知り、その後ニューヨークのマフィアのドンたちを皆殺しにした際に彼も殺害している。さらにマイケルはソニーを罠にかけて殺したカルロも殺した。実際にはマイケルとヴィトーは彼がシチリアから帰った時にドンの皆殺し計画について話し合っていた。ヴィトーは義理の息子であるカルロを殺すことに反対していたが、やがてマイケルが無許可でそれをやることを予想していた。

## The Family Corleone
ヴィトー・コルレオーネはエドワード・ファルコの小説『The Family Corleone 』（2012年）の主要なキャラクターとして登場した。この小説では1920年代から30年代にかけて力を付けていった若き日の彼が描かれている。

## 家族
- カルメラ・コルレオーネ（妻） - モルガナ・キングが演じた。
- サンティーノ・“ソニー”・コルレオーネ（長男） - ジェームズ・カーンが演じた。
- トム・ヘイゲン（非公式の養子） - ロバート・デュヴァルが演じた。
- フレデリコ・“フレド”・コルレオーネ（次男） - ジョン・カザールが演じた。
- マイケル・コルレオーネ（三男） - アル・パチーノが演じた。
- コンスタンツァ・“コニー”・コルレオーネ（娘） - タリア・シャイアが演じた。
- フランク・コルレオーネ（孫）
- サンティーノ・コルレオーネ・ジュニア（孫）
- フランチェスカ・コルレオーネ（孫） - キャスリンの双子の姉妹。
- キャスリン・コルレオーネ（孫） - フランチェスカの双子の姉妹。
- ヴィンセント・マンシーニ＝コルレオーネ（孫） - アンディ・ガルシアが演じた。
- アンソニー・コルレオーネ（孫） - フランク・ダンブロージョが演じた。
- メアリー・コルレオーネ（孫） - ソフィア・コッポラが演じた。
- ヴィクター・リッジ（孫）
- マイケル・リッジ（孫）

## 描写と影響
第1作目でヴィトー・コルレオーネを演じたのはマーロン・ブランドである。『ゴッドファーザー PART II』の若き日の彼はロバート・デ・ニーロが演じた。そして2人ともこの役でアカデミー賞（ブランドは主演男優賞、デ・ニーロは助演男優賞）を獲得した。ヴィトー・コルレオーネは1974年以降、2人の俳優が演じその2人共がオスカーを受賞した唯一の映画キャラクターであった。なお、ブランドはオスカーを辞退し、デ・ニーロは授賞式を欠席している。
2019年に『ジョーカー』でホアキン・フェニックスがジョーカー役で主演男優賞を受賞したことにより、2008年に『ダークナイト』でヒース・レジャーが同キャラクター役で受賞した助演男優賞と合わせて、ジョーカーが2人目の複数オスカー受賞キャラクターとなった。
このキャラクターはエンターテイメントにも大きな影響を与えた。マーロン・ブランド自身がコルレオーネのパロディ・キャラを演じた『ドン・サバティーニ』が最も有名である。また、『バットマン: イヤーワン』と『バットマン: ロング・ハロウィーン』に登場するカーマイン・ファルコーニはヴィトー・コルレオーネを少しだけ参考にしている。